# 130 г. пр.н.е.
130 (сто и тридесета) година преди новата ера (пр.н.е.) е година от доюлианския (Помпилийски) римски календар.

## Събития

### В Римската република
- Консули са Луций Корнелий Лентул и Марк Перперна.
- След смъртта на консула Лентул, суфектконсул става Апий Клавдий Пулхер.[1]
- Публий Лициний Крас Муциан е победен и убит от бунтовниците в провинция Азия. Консулът Перперна е изпратевен да възстанови ред в новоприсъединената провинция.
- Перперна обсажда и пленява претендента и бунтовник Аристоник Пергамски в Стратоникея.[2]

### В Азия
- Кампания на Антиох VII Сидет срещу Партия.
- Умира царят на Кападокия Ариарат V. Съпругата му Ниса става регент на малолетния Ариарат VI.

### В Египет
- Птолемей VIII се завръща в Мемфис.[2]

## Родени
- Гай Юлий Цезар Страбон Вописк, римски политик, оратор и писател (умрял 87 г. пр.н.е.)
- Юлия Цезарис, съпруга на Гай Марий (умрял 69 г. пр.н.е.)

## Починали
- Марк Пакувий, римски трагичен поет (роден 220 г. пр.н.е.)
- Публий Лициний Крас Муциан, римски политик (роден 180 г. пр.н.е.)
- Филонид Лаодикейски, епикурейски философ и математик (роден 200 г. пр.н.е.)
- Луций Корнелий Лентул, консул през тази година
- Птолемей, първи цар на Комагена
- Менандър I, първи владетел и основател на Индо-гръцкото царство
- Ариарат V, цар на Кападокия,
- Хелиокъл I, владетел на Гръко-бактрийското царство